# Henry Chaplin

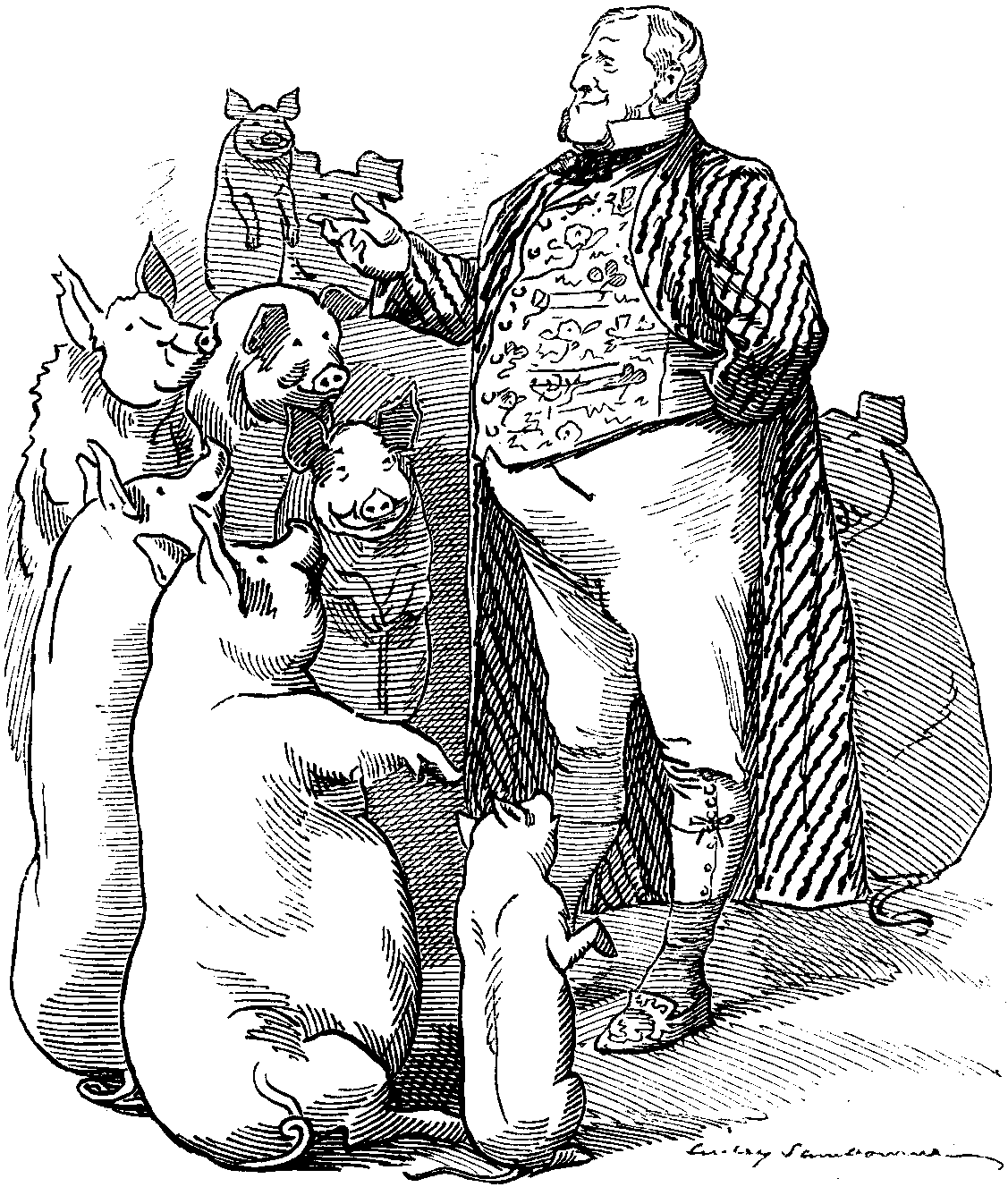
Karykatura Henry’ego Chaplina z magazynu „Punch” (1892)

Henry Chaplin (ur. 22 grudnia 1840 w Ryhall w hrabstwie Rutland, zm. 29 maja 1923 w Londynie) – brytyjski polityk, członek Partii Konserwatywnej, minister w rządach lorda Salisbury’ego.

## Życiorys
Był drugim synem wielebnego Henry’ego Chaplina z Blankney w hrabstwie Lincolnshire. Wykształcenie odebrał w Harrow School oraz w Christ Church na Uniwersytecie Oksfordzkim. Był znany w świecie wyścigów konnych. W 1867 r. należący do niego Hermit wygrał wyścig Epsom Derby.
W 1868 r. został wybrany do Izby Gmin jako reprezentant okręgu Mid Lincolnshire. Od 1885 r. reprezentował okręg wyborczy Sleaford. W latach 1885–1886 był Kanclerzem Księstwa Lancaster. W 1889 r. został pierwszym przewodniczącym Rady Rolnictwa i pozostał na tym stanowisko do upadku konserwatywnego gabinetu w 1892 r. W latach 1895–1900 był przewodniczącym Rady Samorządu Lokalnego. W 1903 r., podczas sporu między zwolennikami protekcjonizmu i wolnego handlu, Chaplin poparł protekcjonistę Chamberlaina.
W 1906 r. przegrał wybory parlamentarne. Do Izby Gmin powrócił w 1907 r. po wyborach uzupełniających w okręgu Wimbledon. W 1916 r. otrzymał tytuł 1. wicehrabiego Chaplin i zasiadł w Izbie Lordów. Zmarł w 1923 r.

## Życie prywatne
W 1876 r. poślubił lady Florence Sutherland-Leveson-Gower (zm. 1881), córkę George’a Sutherlanda-Levesona-Gowera, 3. księcia Sutherland, i Anne Hay-Mackenzie, córki John Haya-Mackenzie’ego.
- Eric Chaplin (1877–1949), 2. wicehrabia Chaplin
- Edith Helen Chaplin (1878–1959), żona Charlesa Vane’a-Tempesta-Stewarta, 7. markiza Londonderry, miała dzieci